# Galapagar
Galapagar är en stad och kommun i den autonoma regionen Madrid i centrala Spanien. Staden ligger cirka 31 kilometer nordväst om centrala Madrid. Kommunen har 36 184 invånare (2024), på en yta av 64,99 km².
Galapagar gränsar till Collado Villalba, Moralzarzal, Torrelodones, Las Rozas de Madrid, Villanueva del Pardillo, Colmenarejo, El Escorial och Guadarrama. Namnet Galapagar kommer från spanskans galápago ("sköldpadda"), eftersom stadens centrum låg nära en sjö full med sköldpaddor.
Nobelpristagaren i litteratur Jacinto Benavente levde och dog i Galapagar. Han är begravd på den gamla kyrkogården. En av stadens allmänna skolor bär hans namn.

## Historia
Det finns inga arkeologiska eller skriftliga bevis på att det fanns en romersk befolkning i Galapagar. Men i det område där nuvarande Kulturcentrat i La Pocilla ligger, intill den romerska vägen som kommer från Segovia genom bergspasset vid La Fuenfría, har man funnit spår av bebyggelse från sen-romersk till visigotisk tid.
Den gamla arabiska vägen Balat Humayd passerade över terrängen i Galapagar, i kristna källor från 1100-talet kallad Bálatome. Vägen svarade för kommunikationen mellan de två kastilianska högslätterna, från Toledo via högra sidan av floden Guadarrama för att nå staden med samma namn och sedan passera Tablada ända till El Espinar. I den sistnämnda staden sammanföll den med den medeltida vägen som ledde till Segovia via Ferreros (Otero de Herreros), intill Riofrío. Vägsträckan Balat Humayd nämns i flera muslimska källor redan från 800-talet.
Det är möjligt att platsen började befolkas på 1100-talet utan någon föregående planering, om vilket fyndplatserna i Galapagar vittnar. Området hörde 1208 till Sexmo de Manzanares, som i sin tur hörde till Comunidad de Villa y Tierra de Segovia.
År 1249 nämns staden för första gången i ett brev i vilket Ferdinand III fastställer gränserna mellan Madrid och Segovia, i ett försök att lösa tvisten som de två städerna vidmakthållit alltsedan 1152 beträffande äganderätten till dessa landområden längs gränsen. Senare, efter beslut av Alfons X, kom området att kallas Real Manzanares.
Grundandet av Galapagar går tillbaka till 1268, en tid präglad av en intensiv kristen återbesättning av området under Alfons X:s regering. Grundarna var förmodligen boskapsuppfödare från Segovia som utnyttjade någon tidigare bosättning. Området var relativt platt och genomkorsades av ett mångfald av vägar. I utkanten av området låg den enkla kyrkan, som byggdes i slutet av 1200-talet eller i början av 1300-talet. År 1297, inkluderade Sancho IV Galapagar i Segovias domäner i ett nytt dokument som är avsett att definiera gränserna mellan Segovia och Madrid.
Real Manzanares, och med det Galapagar, fortsatte sedan omväxlande att skifta mellan Segovia och Madrid, mellan adeln och kungahuset, efter de olika historiska skedenas växlingar. Under Johan I år 1383, gick området över till huset Mendoza. År 1445 gick det upp i Grevskapet Real Manzanares. År 1475, utsågs Diego Hurtado de Mendoza av de katolska monarkerna till förste hertigen av Infantado, under vars feodala hertigdöme Galapagar skulle förbli under lång tid.
Andra senmedeltida fynd är en bondgård från 1300-talet (känd som Las Ventillas och belägen söder om staden, nära urbanisationen Las Cuestas) och begravningsplatsen La Navata. På den senare, på den plats som kallas Prados av Callejas, fanns det en ermita. I mitten av 1400-talet grundades i Galapagar, i närheten av Navalquejigo, kapellet San Bartolomé, senare känd som Cerrillo. Byggandet av den nuvarande församlingskyrkan skulle påbörjas lite senare.
Galapagar förlorade sin ställning såsom tillhörande staden Manzanares år 1523, för att uppnå sina rättigheter som "villazgo" den 24 december av Johanna I och av kungen Karl I. 20 april 1529 bekräftades detta i Toledo. I en förteckning av Alonso de Meneses 1576, nämns för första gången vägen "Camino Real de Valladolid" som från Madrid fortsatte via Aravaca, Torrelodones, La Venta (i staden Collado Villalba), Guadarrama och Tablada. Denna väg gick genom östra delen av nuvarande Galapagar, och anslöt till vägen som gick till El Escorial. Byggandet av klostret San Lorenzo de El Escorial förstärkte dess betydelse.
Med bygget av den nya vägen mellan Las Rozas–Galapagar–El Escorial, och dess avgreningar Galapagar–Guadarrama som 1749 under Ferdinand VI:s regering anslöt via Guadarramapasset, fick byn ett betydelsefullt uppsving. Efter den senare franska invasionen 1808 satte fransk militär upp en avdelning i byn, och drog fördel av dess strategiska läge vid vägen in till Madrid.
Den administrativa reformen 1833 gjorde att den kungliga adeln, El señorío del Infantado, förlorade sitt herravälde, som under så många århundraden varit närvarande i denna trakt. I mitten av 1800-talet infogades den i distriktet Colmenar Viejo. Som i resten av Spanien, omvandlade Madoz-lagen i december 1869 den kommunala kartan, då Galapagars ställning som fideikommiss upphörde.
En faktor som drev den ekonomiska aktiviteten i Galapagar och städer i utkanten var ankomsten av järnvägen i början av 1860-talet. Järnvägslinjen Linea General del Norte från Spanien, Madrid till Irun, sträckte sig över Collado Villalba och El Escorial på sin väg mot Ávila och Medina del Campo, vilket påverkade kommunens gränser i öster och norr. År 1887, var Galapagar var inplacerat i det nya rättsliga distriktet San Lorenzo de El Escorial som absorberade 14 kommuner från Colmenar Viejo.
Under 1900-talet omvandlades Galapagar till en sommarort för många Madridbor, vilket ledde till uppkomsten av flera områden med bostadshus. Under hela detta sekel börjar man att främja byggandet av olika bostadsområden i förorterna. År 1976 godkände man stadsplaneringen som fortfarande är levande i staden, vilket inte har hindrat en skenande expansion i byggverksamheten. För närvarande består stadskärnan genom sammanläggningen med den gamla staden av en serie bebyggelser.

## Geografi
Galapagar är beläget mellan utlöparna till bergskedjan Sierra de Guadarrama. I kommunen ligger delar av naturparken Parque Natural del Río Guadarrama y su Entorno, som karakteriseras av övervägande medelhavsskog och slätter, likaså stora områden betesmark. Encina (stenek), enebro (en), fresno (ask), jara (cistus), quejigo (en slags bergek) och tallar är de viktigaste arterna bland träden.

## Ekonomi
Före urbaniseringen tog fart var Galapagar en by som främst var inriktad på boskapsuppfödning. Uppsvinget i byggandet, vilket har gjort många av dem som är födda i samhället rika (genom vinstgivande försäljningar av tomter och markområden), har omvandlat den fordom lugna byn till en av de platser i Madridregionen som är mest hemsökt av spekulation i bebyggelse. Boskapsskötseln fortsätter att ha viss betydelse, även om tjänstesektorn dominerar (handel, bankväsende etc).

## Demografi
Befolkningen i Galapagar har fördubblats de senaste tio åren och överstiger nu 30 000 invånare. Cirka en tredjedel av invånarna bor i stadsdelar i utkanten av staden, och inte i själva stadskärnan. Speciellt märks området La Navata, där Galapagars järnvägsstation ligger, vilket även har eget postkontor.
För närvarande är Galapagar en sovstad till Madrid. Kommunen har en relativt hög andel utländsk befolkning (cirka 16 % av den bofasta befolkningen), som kommer från länder som till exempel Ecuador, Marocko och Rumänien. Av befolkningen finns också många spanjorer som inte är födda i samhället utan kommer främst från övriga delar i Madridregionen.